# سنجاب روباهی مکزیکی
سنجاب روباهی مکزیکی (نام علمی: Sciurus nayaritensis) نام یک گونه از سرده سنجاب است.